# Lista zamachów terrorystycznych w 2015
Poniższe zestawienie prezentuje zamachy terrorystyczne w roku 2015.

## Styczeń
| Data         | Zabici   | Ranni    | Miejsce            | Opis |
| ------------ | -------- | -------- | ------------------ | --- |
| 3–7 stycznia | 100-2000 | b.d.     | Baga               | Bojówki Boko Haram dokonały masakry cywilów w północnej Nigerii. |
| 4 stycznia   | 5        |          | Mogadiszu          | Atak bombowy w pobliżu lotniska międzynarodowego. |
| 7 stycznia   | 12       | 5        | Paryż              | Atak islamistów na redakcję tygodnika „Charlie Hebdo”. Dwóch z trzech sprawców zostało zidentyfikowanych jako bracia Saïd i Chérif Kouachi po tym, jak jeden z nich zostawił dowód osobisty w porzuconym przez zamachowców samochodzie marki Citroën C3. |
| 9 stycznia   | 6        | 9        | Paryż              | Wzięcie zakładników w hipermarkecie koszernym „Hyper Cacher”. Napastnikiem okazał się Amedy Coulibaly, który zginął razem z pięcioma zakładnikami. |
| 9 stycznia   | 2        | 0        | Dammartin-en-Goële | Bracia Kouachi znani ze strzelaniny w redakcji „Charlie Hebdo” skryli się w drukarni i pojmali jednego zakładnika. Podczas szturmu GIGN obaj zostali zabici.                                                                                             |
| 10 stycznia  | 9        | ponad 20 | Trypolis           | Dziewięć osób, w tym obaj zamachowcy, zginęło podczas eksplozji w kawiarni w alawickiej dzielnicy Dżabal Mohsen. Do zamachu przyznał się Dżabhat an-Nusra.                                                                                               |
| 10 stycznia  | 3        | 26       | Potiskum           | Dwie dziewczynki wysadziły się w miasteczku na północnym wschodzie Nigerii |
| 10 stycznia  | 20       | 18       | Maiduguri          | Kilkunastoletnia dziewczynka wysadziła się na zatłoczonym targu. |
| 13 stycznia  | 12       | 18       | Wołnowacha         | Ostrzał cywilnego autobusu w punkcie kontrolnym Buhas. Winę ponosi Doniecka Republika Ludowa (Atak na autobus pod Wołnowachą). |

## Luty
| Data      | Zabici | Ranni | Miejsce   | Opis |
| --------- | ------ | ----- | --------- | --- |
| 14 lutego | 3      | 5     | Kopenhaga | Strzelaniny w centrum stolicy Danii. Pierwsza strzelanina miała miejsce w kawiarni, w której odbywała się organizowana przez Larsa Vilksa debata pod hasłem „Sztuka, bluźnierstwo i wolność ekspresji” w kawiarni Krudttønden. Zginął jeden z uczestników debaty, a trzech policjantów zostało rannych. Druga strzelanina nastąpiła przed synagogą. Ranne zostały trzy osoby, z których jedna zmarła w szpitalu. Do trzeciej, ostatniej strzelaniny doszło obok dworca Nørrebro. Napastnik otworzył ogień do policjantów i po krótkim czasie został przez nich zastrzelony. Policjanci nie ucierpieli. |
| 22 lutego | 3      | 10    | Charków   | Zamach bombowy na pokojową demonstrację w pierwszą rocznicę Euromajdanu. Zamachu dokonali najprawdopodobniej prorosyjscy terroryści wspierający ruchy separatystyczne we wschodniej Ukrainie. |

## Marzec
| Data     | Zabici | Ranni | Miejsce | Opis                                                                                |
| -------- | ------ | ----- | ------- | ----------------------------------------------------------------------------------- |
| 18 marca | 19     | 11    | Tunis   | Atak na muzeum w Tunisie stłumiony przez antyterrorystów. Więcej: Zamach w Tunisie. |
| 20 marca | 137    | 351+  | Sana    | Zamachy na meczety podczas piątkowej modlitwy.                                      |

## Kwiecień
| Data       | Zabici | Ranni | Miejsce | Opis |
| ---------- | ------ | ----- | ------- | --- |
| 2 kwietnia | 152    | 79    | Garissa | Zamach w Garissa University College, w którym głównym celem byli niemuzułmańscy studenci. Winę ponosi Asz-Szabab. |

## Maj
| Data   | Zabici | Ranni | Miejsce | Opis |
| ------ | ------ | ----- | ------- | --- |
| 3 maja | 2      | 1     | Garland | Strzelanina przed budynkiem, w którym zorganizowano konkursową wystawę karykatur Mahometa. Podczas obławy zamachowców zabito, a jeden policjant został ranny. Do zamachu przyznało się Państwo Islamskie. |

## Czerwiec
| Data       | Zabici | Ranni | Miejsce                 | Opis                                             |
| ---------- | ------ | ----- | ----------------------- | ------------------------------------------------ |
| 26 czerwca | 39     | 36    | Susa                    | Zamach terrorystyczny w Susie.                   |
| 26 czerwca | 23     | 0     | Kuwejt                  | Zamach terrorystyczny w Kuwejcie.                |
| 26 czerwca | 1      | 2     | Saint-Quentin-Fallavier | Zamach terrorystyczny w Saint-Quentin-Fallavier. |

## Lipiec
| Data     | Zabici | Ranni | Miejsce  | Opis |
| -------- | ------ | ----- | -------- | --- |
| 20 lipca | 32     | 104   | Suruç    | Samobójczy zamach terrorystyczny w Suruç przeprowadzony podczas konferencji Federacji Młodzieży Socjalistycznej. |
| 25 lipca | 19     | 62    | Maroua   | Samobójczy zamach terrorystyczny w Maroua, o który podejrzewa się Boko Haram.                                    |
| 26 lipca | 19     | 47    | Damaturu | Samobójczy zamach terrorystyczny w Damaturu, o który podejrzewa się Boko Haram.                                  |

## Sierpień
| Data | Zabici | Ranni | Miejsce | Opis |
| ---- | ------ | ----- | ------- | ---- |

## Wrzesień
| Data | Zabici | Ranni | Miejsce | Opis |
| ---- | ------ | ----- | ------- | ---- |

## Październik
| Data            | Zabici | Ranni | Miejsce | Opis                                                                                           |
| --------------- | ------ | ----- | ------- | ---------------------------------------------------------------------------------------------- |
| 31 października | 224    | 0     | Synaj   | Eksplozja bomby w rosyjskim samolocie Airbus A321. Do zamachu przyznało się Państwo Islamskie. |

## Listopad
| Data         | Zabici           | Ranni   | Miejsce | Opis |
| ------------ | ---------------- | ------- | ------- | --- |
| 12 listopada | 43               | ok. 240 | Bejrut  | Dwóch zamachowców-samobójców wysadziło się na zatłoczonym targu. Trzeciego zabiła policja, zanim odpalił ładunek. Za zamachem najprawdopodobniej stało Państwo Islamskie.                        |
| 13 listopada | 130              | 352     | Paryż   | Seria ataków w centrum Paryża przeprowadzonych przez Państwo Islamskie. |
| 20 listopada | 19 (+2 sprawców) | 0       | Bamako  | Terroryści wzięli zakładników w hotelu Radisson w Bamako, Mali. Wśród zakładników było 140 gości i 30 pracowników hotelu. Do ataków przyznała się organizacja Al-Murabitun powiązana z Al-Kaidą. |
| 24 listopada | 13               | 20      | Tunis   | Samobójca w centrum Tunisu wysadził się w powietrze, próbując wejść do autobusu z funkcjonariuszami ochrony prezydenckiej. Do zamachu przyznało się Państwo Islamskie.                           |